# Імператорська рада
Імператорська рада (рос. Императорский совет) — найвища російська державна установа за імператора Петра III . Було створено указом від 18 (29) травня 1762 року замість скасованої Конференції при Найвищому дворі. Рада мала право видавати за підписом імператора укази, а щодо справ — ухвалювати рішення без його участі (за підписом членів Ради від імені государя). У центрі уваги Ради була задумана імператором війна з Данією. У ході палацового перевороту 28 червня 1762 члени Ради А. Н. Вільбоа, М. Н. Волконський, М. І. Воронцов, О. П. Мельгунов та М. Ю. Трубецькой підтримали Катерину II, але імператриця, що зійшла на престол, розпустила Імператорську раду, незабаром заснувавши власний дорадчий орган — Рада при Високому дворі.

## Склад Імператорської ради
До складу Ради увійшли:
- Георг Людвиг, принц Гольштейн-Готторп (перший член Імператорської ради)
- Петер Август Фрідріх Гольштейн-Бекський
- Михайло Іларіонович Воронцов
- Микита Юрійович Трубецькой
- Дмитро Васильович Волков
- Олексій Петрович Мельгунов
- Бурхард Крістоф Мініх
- Александр Гіємо де Вільбоа
- Михайло Микитович Волконський

## Проєкт Паніна
У перший рік царювання Катерини II серед впливових осіб виник проєкт освіти у Росії «Імператорської ради». Прусський посланець Сольмс 6 (17) січня 1763 року повідомив про чутку, яка дійшла до нього, що імператриця зважилася «обрати п'ять або шість осіб, які будуть, зі званнями статс-секретарів, управляти колегіями; вони збиратимуться до кабінету імператриці, доповідаючи їй кожен за своєю галуззю та отримуватимуть від неї накази». Справді, 28 грудня 1762 (8 січня 1763) року Катерина II підписала Маніфест про заснування "Імператорської ради, але він не був оприлюднений. Згідно з проєктом, складеним М. І. Паніним число членів Ради мало знаходитися в межах від шести до восьми; при цьому Сенат позбавлявся права видавати закони та поділявся на департаменти.

28 декабря Екатерина подписала манифест, и всё же он не был обнародован, Императорский совет не был учреждён; в важных случаях, как увидим, по-прежнему созывался совет или конференция из лиц по назначению императрицы. Екатерина поступила и тут с тою робостью, нерешительностью, внимательностью ко всем мнениям… Екатерина не послушалась Панина, собрала мнения…

Проєкт маніфесту було виявлено Миколою I 14 (26) листопада 1826 року в кабінеті його померлого брата, Олександра I, підписаним, але з надірваним потім підписом. Документи, представлені Паніним з цього питання, були опубліковані у 1871 році у VII томі «Збірника Імператорського російського історичного товариства».
Надалі серед найближчих довірених осіб Катерина II створила дорадчий «Рада при Високому дворі» .